# 近畿大学短期大学部
近畿大学短期大学部（きんきだいがくたんきだいがくぶ、英語: Kindai University Faculty of Junior College Division）は、大阪府東大阪市小若江3-4-1に本部を置く日本の私立大学。1949年創立、1950年大学設置。大学の略称は近大短大部。

## 概観

### 大学全体
- 大阪府東大阪市に所在する日本の私立短期大学で、設置主体は学校法人近畿大学[1]。
- 国内で最初に認可された短期大学149校[注 2]の1校として、1950年に1学科体制で開学した[2]。
- 後に通信教育課程も併設され、現在は通学課程とともに各1学科。

### 教育および研究
- 短期大学部は現在、開学当初から置かれる商経科の1学科からなっている単科短大である[注 3]。「情報管理」・「秘書（ビジネス）」・「起業家」の3コースがり、実学を重視したカリキュラムが特徴である。

### 学風および特色
- 商経科は、経済学部・経営学部の教員が兼任して講義を行っていることが多い。また、開学当初からII部のみとなっていることから近年では少なくなっている通学課程における勤労学生の姿も目立つ。かつては学生の大半が男性となっていた、年々変化が見受けられる。通信教育部が設置されており、こちらは学費を払っていれば何年在籍しても除籍にならないシステムとなっており全国でもユニークといえる。

## 沿革
- 1949年
  - 10月 文部省[注釈 1]に短期大学[注 4]の設置認可に関する申請を行う[注 5]。なお、学科・専攻は以下の通りとなっている[注 6]。
    - 経済科 入学定員80名
    - 商科 入学定員80名
- 1950年
  - 3月14日 左記を以て短期大学の設置が文部省[注釈 1]より認可される[注 7]。
  - 4月1日 左記を以て近畿大学短期大学部が以下の学科体制にて開学[注 8]。
    - 経済科→商経科 入学定員80名→160名
    - 商科→上記に統合
- 1954年
  - 3月20日 別科の設置が認められ、以下の課程を設ける[14]。
    - 商経専修 
      - 第一部 入学定員40名
      - 第二部 入学定員40名

  - 5月1日 学生数[15]/定員
    - 商経科第二部 286[注釈 2]/320
- 1955年
  - 4月1日 以下の学科を増設する[16]。
    - 第二商経科[注 9] 入学定員50名
- 1957年
  - 3月15日 以下、併設が認可される[注 10]。
    - 商経科通信教育部 入学定員2,000名
- 1958年
  - 5月1日 学生数[20]/定員
    - 商経科 72[注 11]/320
    - 第二商経科 36[注 12]/100
- 1971年
  - 4月1日 以下の学科については、この年度で学生募集を最終とする[注 13]。
    - 第二商経科[注 14]

  - 5月1日 学生数[24]/定員
    - 商経科 270[注 15]/320
    - 第二商経科 47[注 16]/100
- 1972年
  - 5月1日 学生数[25]/定員
    - 商経科 299[注 17]/320
    - 第二商経科 ？[注釈 3]/50
- 1973年
  - 5月1日 学生数[26]/定員
    - 商経科 340[注 18]/320
    - 第二商経科 ？[注釈 3]//-
- 1985年
  - 5月1日 学生数[27]/定員
    - 商経科 509[注 19]/320
- 1986年
  - 5月1日 学生数[28]/定員
    - 商経科 530[注 20]/320
- 1987年
  - 5月1日 学生数/定員
    - 商経科 
      - 通学課程[29] 493[注 21]/320
      - 通学課程[30] 3,494[注 22]/4,000[注釈 4]
- 1992年
  - 5月1日 学生数[注 23]/定員
    - 商経科 
      - 通学課程[31] 528[注 24]/320
      - 通学課程[33] 7,037[注 25]/4,000[注釈 4]
- 1999年
  - 5月1日 学生数/定員
    - 商経科 
      - 通学課程[34] 339[注 26]/320
      - 通学課程[35] 3,862[注 27]/4,000[注釈 4]
- 2000年
  - 4月1日 商経科第二部の入学定員を80名に減員[注 28]。
- 2004年
  - 1月 平成16年度大学入試センター試験参加短期大学の1校となる[注 29]。
- 2014年
  - 1月 平成26年度大学入試センター試験参加短期大学の1校となる[42]。
- 2015年
  - 1月 平成27年度大学入試センター試験参加短期大学の1校となる[43]。
- 2016年
  - 1月 平成28年度大学入試センター試験参加短期大学の1校となる[44]。

## 基礎データ

### 所在地
- 東大阪キャンパス（大阪府東大阪市小若江3-4-1）

#### 過去にあったキャンパス
- 新宮キャンパス（和歌山県新宮市下本町[注 30]）

### 象徴
- カレッジマークは、大学と同様梅の花をデザイン化した形のものとなっている[注 31]。

## 教育および研究

### 組織

#### 学科
- 商経科
  - 第二部 入学定員80名[1]
  - 通信教育課程 入学定員2,000名[1]

##### 過去にあった学科
- 第二商経科 入学定員50名[注 32]

#### 専攻科
- なし

#### 別科
- 商経専修が設置されていた。
  - 第一部 入学定員40名[注釈 5]。
  - 第二部 入学定員40名[注釈 5]

#### 取得資格について
- 教職課程として中学校教諭二種免許状（社会）が設置されている[注 33]。
- ほか、司書・司書教諭免許状が取得できる[54]。
- 当初は、高等学校教諭免許状（社会・商業）も併設されていた[注 34]

### 研究
- 『近畿大学短期大学論集』[57]

## 学生生活

### 部活動・クラブ活動・サークル活動
- 商経科は夜間部のみとなっており、クラブ活動への参加は主に朝と昼間というケースが多いようである。大半は学部と合同で活動しているケースが多いものとみられる。

### 学園祭
- 短期大学部の学園祭は、「生駒祭」として大学本部と合同で行なわれている。

## 大学関係者と組織

### 大学関係者一覧
- 世耕弘一：初代学長
- 世耕政隆：2代目学長。医学博士
- 畑博行：4代目学長。博士（法学）

### 出身者
- Category:近畿大学短期大学部出身の人物を参照

## 施設

### キャンパス
- 交通アクセス：近畿日本鉄道大阪線長瀬駅下車。

## 対外関係

### 姉妹校
- 豊岡短期大学

### 系列校
- 近畿大学
- 近畿大学九州短期大学

## 卒業後の進路について

### 編入学・進学実績
- 編入学希望者は就職希望者のそれを上回る傾向にある。これまでの実績では近畿大学のほかに、筑波大学・大阪市立大学・大阪外国語大学・神戸大学・和歌山大学・日本福祉大学・京都産業大学・立命館大学・龍谷大学・大阪国際大学・大阪産業大学・大阪商業大学・関西大学・関西外国語大学・摂南大学・桃山学院大学・関西学院大学・甲南大学・徳島文理大学・福岡大学など多数ある。